# Hemiphileurus phratrius
Hemiphileurus phratrius är en skalbaggsart som beskrevs av Brett C.Ratcliffe och Ivie 1998. Hemiphileurus phratrius ingår i släktet Hemiphileurus och familjen Dynastidae. Inga underarter finns listade i Catalogue of Life.